# Passage Nafissa-Sid-Cara
Le passage Nafissa-Sid-Cara est une voie du 19e arrondissement de Paris, en France.

## Situation et accès
Le passage Nafissa-Sid-Cara est situé dans le 19e arrondissement de Paris. Il débute au 14, avenue René-Fonck et se termine au 11, rue Raoul-Wallenberg.

## Origine du nom

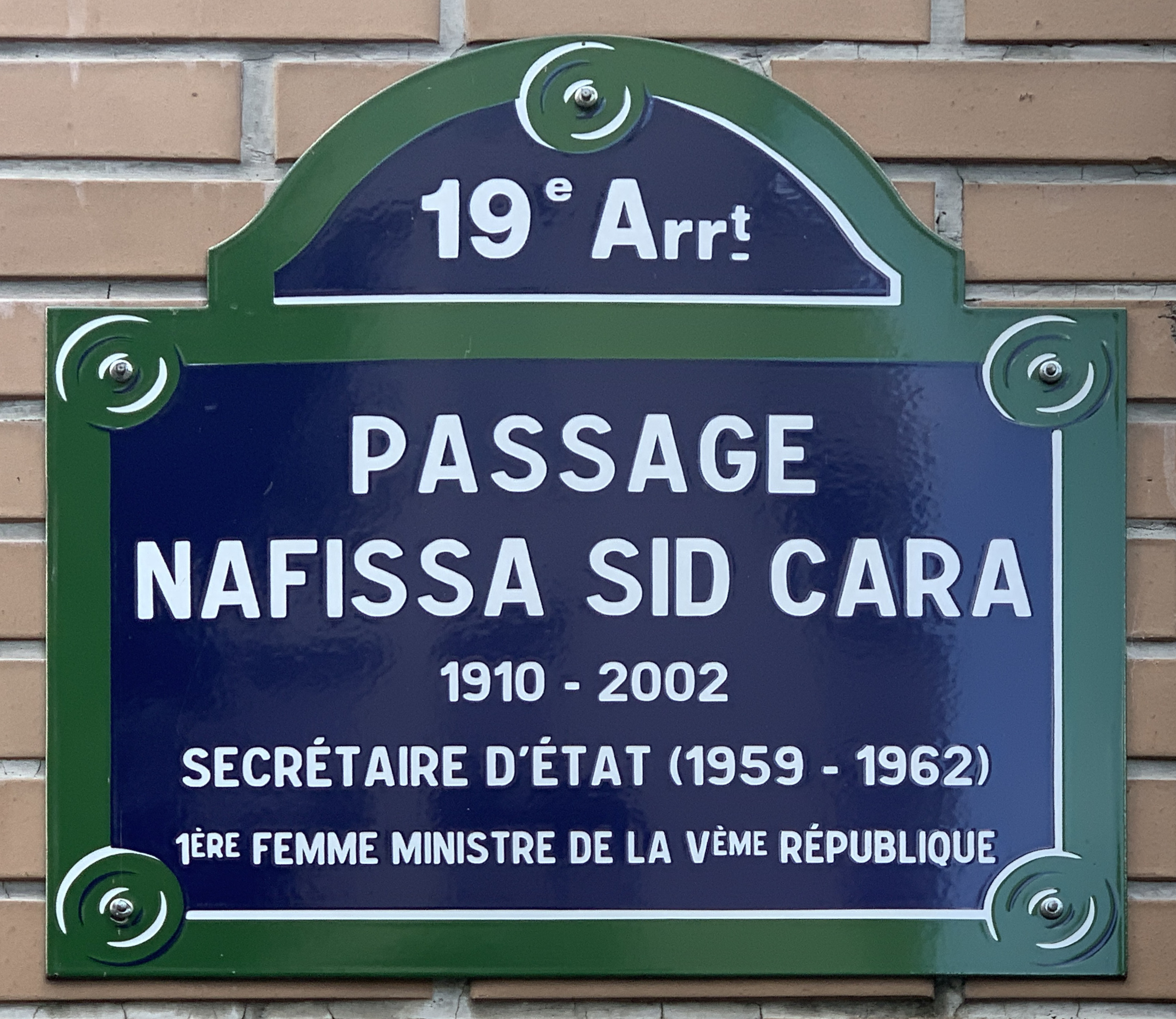
Plaque du passage.

Il doit son nom à la femme politique française Nafissa Sid Cara,.

## Historique
La voie est créée dans le cadre de l'aménagement de la ZAC Porte-des-Lilas sous le nom provisoire de « voie EJ/19 » et prend sa dénomination actuelle par un arrêté municipal du 2 août 2005.